# Matthew Duchene
Matthew Duchene, dit Matt Duchene,  (né le 16 janvier 1991 à Peterborough en Ontario au Canada) est un joueur professionnel canadien de hockey sur glace. Il évolue au poste de centre.

## Biographie

### Carrière junior
Duchene fait ses débuts avec les Wolves de Central Ontario en 2006-2007 dans l'Ontario Minor Hockey Association. Ses 69 buts et 106 points en 52 matchs permettent au Battalion de Brampton de le choisir au cinquième rang du repêchage de la Ligue de hockey de l'Ontario.
En 2007-2008, il fait ses débuts avec le Battalion et enregistre 50 points ; le meilleur pointeur-recrue est Patrick Maroon des Knights de London avec 90 points. L'équipe de Brampton finit la saison en première place de la division Centrale mais sont éliminés au premier tour par les Colts de Barrie, équipe avec 26 points de moins que Brampton. En avril, il prend part au championnat du monde des moins de 18 ans avec l'équipe du Canada. Les joueurs canadiens remportent la médaille d'or après une victoire de 8-0 en finale face à la Russie. Duchene fait partie des dix meilleurs pointeurs du tournoi avec huit points en sept matchs. Il remporte à nouveau la médaille d'or avec le Canada lors du Mémorial Ivan Hlinka en août.
Duchene s'améliore la saison suivante, passant de 50 à 79 points. Il est troisième pointeur de son équipe derrière Ievgueni Gratchiov et Cody Hodgson. Il a participé avec l'équipe LHO au Défi ADT Canada-Russie. Le Battalion est encore une fois premier dans sa division et élimine tour à tour les Petes de Peterborough, les St. Michael's Majors de Mississauga et les Bulls de Belleville pour rencontrer en finale de la Coupe J.-Ross-Robertson les Spitfires de Windsor menés par Taylor Hall. Ces derniers sont trop forts pour Brampton et les éliminent en cinq parties. Duchene totalise 26 points en 21 matchs lors des séries éliminatoires. Il remporte le trophée Bobby-Smith remis annuellement au joueur étudiant de la ligue qui combine des résultats académiques et un niveau de jeu élevé.
Duchene est classé au deuxième rang des meilleurs espoirs du repêchage d'entrée de 2009 de la Ligue nationale de hockey ; John Tavares qui a joué dans la LHO tout comme Duchene est considéré comme le premier. Le jour du repêchage, après que Tavares soit le premier joueur choisi par les Islanders de New York puis Victor Hedman par le Lightning de Tampa Bay, l'Avalanche du Colorado repêche Duchene. Ce dernier se dit heureux d'être choisi par eux puisqu'il a grandi en idôlatrant l'Avalanche.

### L'Avalanche du Colorado

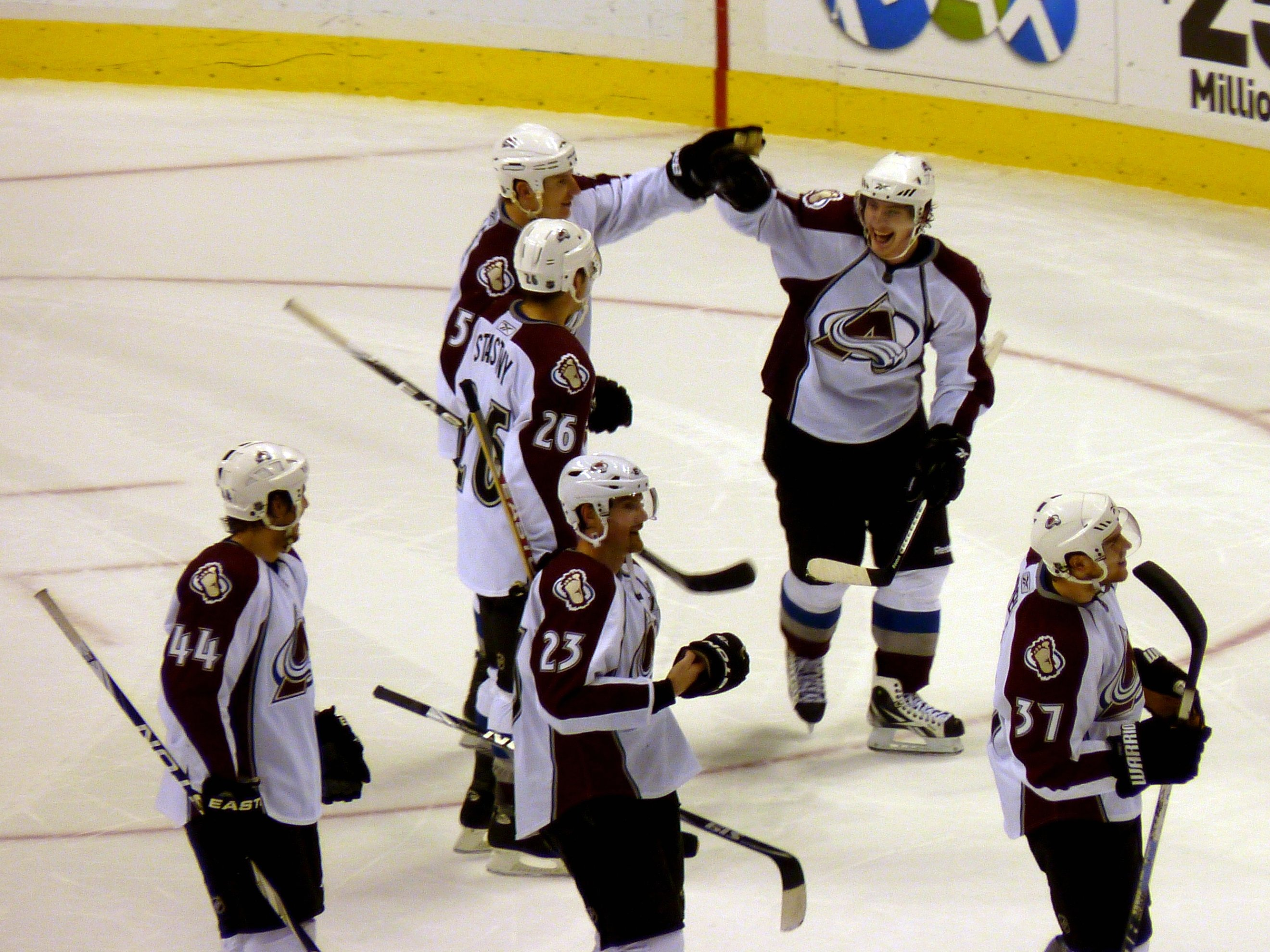
Les joueurs de l'Avalanche célèbrent leur victoire du 6 avril 2010 après avoir été assuré d'une place aux séries éliminatoires de 2010 grâce au but de Duchene en fusillade.

Le 16 juillet, il signe son premier contrat avec l'Avalanche pour une durée de trois ans. Le 27 septembre, Duchene et Ryan O'Reilly, joueur également choisi par Colorado lors du dernier repêchage, sont retenus par l'entraîneur-chef de l'équipe Joe Sacco pour être dans l'effectif de l'Avalanche. Lors de son premier match le 1er octobre, il réalise son premier point qui est une passe décisive sur le but de John-Michael Liles. Il inscrit son premier but en carrière face aux Red Wings de Détroit le 17 octobre. Il bat alors Chris Osgood qui occupe le filet pour ces derniers. Le 30 novembre contre le Lightning de Tampa Bay et le 2 décembre contre les Panthers de la Floride, il marque deux buts dans chacun de ces matchs devenant le premier joueur âgé de 18 ans depuis Radek Dvořák en 1995-1996 à réaliser deux matchs consécutifs avec deux buts chacun. Duchene est nommé recrue du mois de décembre dans la LNH après 13 points en 14 matchs.
Le 6 avril 2010 contre les Canucks de Vancouver, les Avs sont assurés d'une place aux séries éliminatoires de la Coupe Stanley après que Duchene ait marqué le but vainqueur en tir de fusillade. Il mène les recrues de la LNH avec 55 points, un de plus que Tavares. Le Colorado réussit à se qualifier pour les séries avec la huitième et dernière place qualificative de l'association de l'Ouest avec 95 points. Toutefois, les Sharks de San José, premiers de la conférence, mettent fin à la saison des Avs en les éliminant en six rencontres, ceci malgré une avance de deux victoires à un.
Duchene est un des trois candidats pour le trophée Calder, trophée décerné à la recrue de l'année, avec le gardien de but Jimmy Howard des Red Wings et le défenseur Tyler Myers des Sabres de Buffalo. Ce dernier remporte le trophée alors que Duchene est troisième avec 755 votes. Il fait tout de même partie de l'équipe d'étoiles des recrues de la LNH avec Howard et Myers, ainsi que Michael Del Zotto, Niclas Bergfors et Tavares.
Duchene joue pour la première fois avec l'équipe du Canada en tant que senior à l'occasion du championnat du monde 2010 et joue avec son coéquipier avec les Avs, Kyle Cumiskey. Il marque un but lors d'une victoire 5 à 1 face à l'Italie puis l'équipe à la feuille d'érable est deuxième dans la poule. Le Canada est éliminé en quarts de finale par la Russie 5 à 2 terminant le tournoi à la septième place. Duchene fait tout de même partie des dix meilleurs pointeurs du tournoi avec quatre buts et trois passes décisives pour sept points.

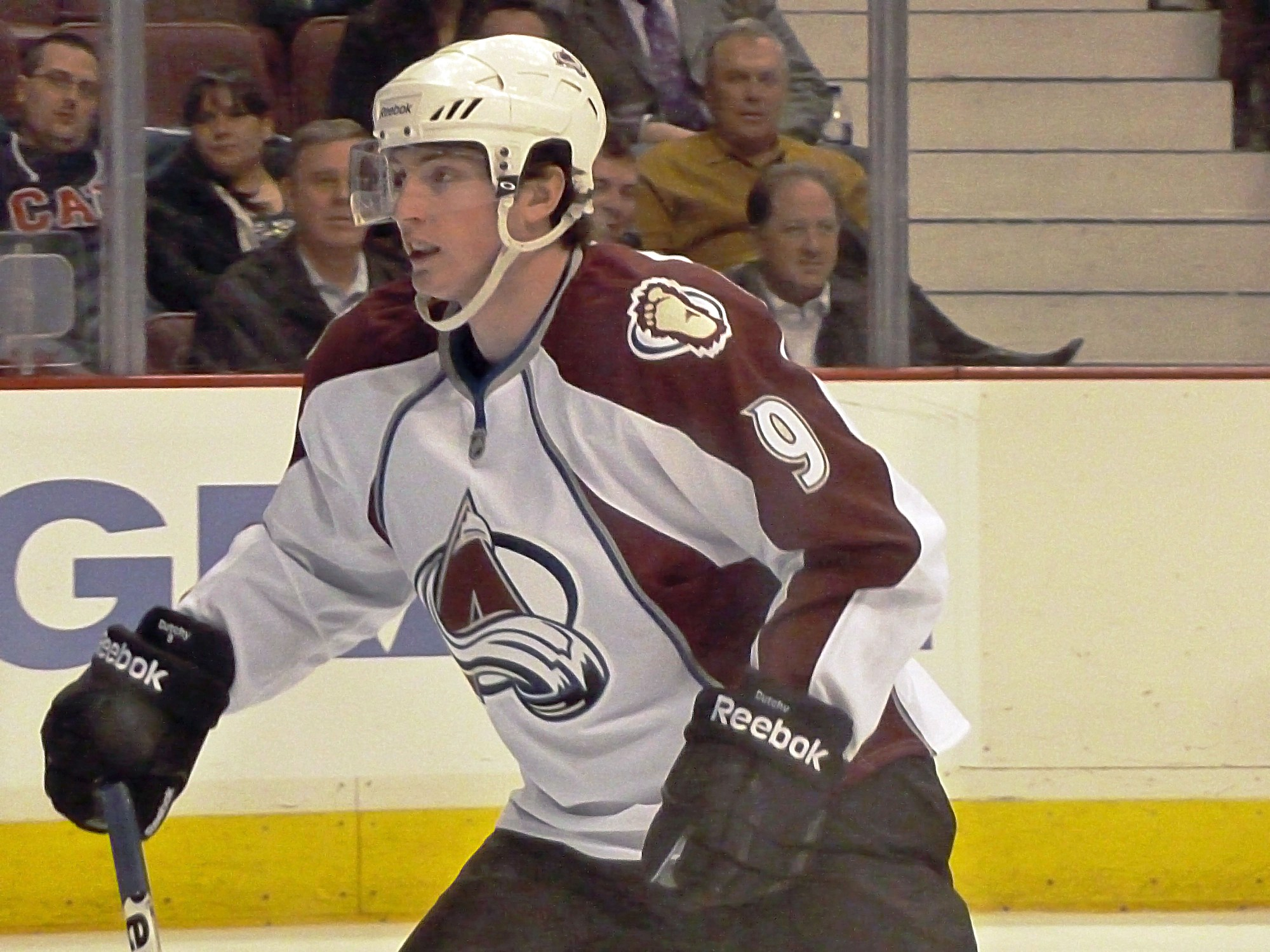
Duchene en mars 2011.

À sa deuxième saison dans la LNH, il récolte trois points lors de son centième match joué contre les Rangers de New York le 19 novembre puis deux mois plus tard contre les Sénateurs d'Ottawa, il marque son premier but en prolongation. Il est sélectionné pour prendre part au 58e Match des étoiles, regroupant les meilleurs joueurs du circuit Bettman. Il joue cette partie dans l'équipe formé par le capitaine Nicklas Lidström des Red Wings de Détroit. L'équipe Lidström l'emporte 11 à 10 sur l'équipe d'Eric Staal et Duchene a inscrit un but. Il reçoit même le premier tir de pénalité de l'histoire des Match des étoiles après qu'Aleksandr Ovetchkine lui a lancé sa crosse pour l'empêcher de marquer un but. Le gardien Henrik Lundqvist fait toutefois l'arrêt lors de ce tir
Le 26 janvier contre les Coyotes de Phoenix, Duchene réalise son centième point dans la LNH en marquant un but contre le portier de Phoenix Ilia Bryzgalov. Alors que les Avs ont perdu 5-2, Duchene est tout de même la deuxième étoile du match pour son exploit personnel. Avec 67 points, il est le meilleur pointeur de l'équipe. D'un point de vue collectif, l'équipe est éliminée des séries avec l'avant-dernière place de la ligue, en avant des Oilers d'Edmonton.
Duchene prend part au championnat du monde 2011 en Slovaquie pour une deuxième année de suite. Invaincus lors du tour préliminaire et du tour de qualification, c'est en quarts de finale contre les Russes que les joueurs canadiens s'avouent vaincus par la marque de deux buts à un. L'Ontarien n'a pas récolté le moindre point lors du tournoi.
En 2011-2012, Duchene connaît une saison mitigé avec seulement 14 buts et autant de passes décisives en 58 matchs, saison limitée par une blessure au genou. Il réalise tout de même son premier coup du chapeau en carrière, marquant trois buts contre les Stars de Dallas le 4 novembre 2011. L'équipe est de nouveau éliminée des séries avec la troisième place de la division. Le 23 juin 2012, il signe un nouveau contrat avec l'Avalanche pour deux nouvelles saisons d'une valeur de sept millions de dollars.
Après l'échec des négociations entre la LNH et le syndicat des joueurs qui force la ligue à décréter un nouveau lock-out, Duchene s'entend le 2 octobre sur un contrat de deux mois avec le Frölunda HC dans le championnat de Suède, l'Elitserien.

### Les Sénateurs d'Ottawa
Le 5 novembre 2017, durant le 14e match de la saison opposant l'Avalanche aux Islanders de New York, il est échangé lors d'une transaction entre trois équipes, soit l'Avalanche, les Sénateurs d'Ottawa, les Predators de Nashville et l'Avalanche du Colorado, qui envoie aussi Kyle Turris aux Predators. Duchene rejoint les Sénateurs en retour de Shane Bowers, Andrew Hammond et deux choix de repêchage, qui sont envoyés à l'Avalanche.

### Les Blue Jackets de Columbus
Le 22 février 2019, il est échangé aux Blue Jackets de Columbus avec Julius Bergman en retour des attaquants Vitali Abramov, Jonathan Davidsson ainsi que deux choix conditionnels de premier tour en 2019 et en 2020.

### Les Predators de Nashville
Le 30 juin 2019, les Predators lui accordent un énorme contrat de 7 ans, d'une valeur de 56 millions $. Cependant, après quatre ans, le contrat de l'attaquant de 32 ans est racheté. 

## Statistiques

### En club
| Saison     | Équipe                    | Ligue      |       | Saison régulière | Saison régulière | Saison régulière | Saison régulière | Saison régulière |    | Séries éliminatoires | Séries éliminatoires | Séries éliminatoires | Séries éliminatoires | Séries éliminatoires |
| Saison     | Équipe                    | Ligue      | PJ    | B                | A                | Pts              | Pun              | PJ               | B  | A                    | Pts                  | Pun                  |                      |                      |
| 2006-2007  | Wolves de Central Ontario | OMHA       | 52    | 69               | 37               | 106              | 36               | -                | -  | -                    | -                    | -                    |                      |                      |
| 2007-2008  | Battalion de Brampton     | LHO        | 64    | 30               | 20               | 50               | 22               | 5                | 1  | 1                    | 2                    | 10                   |                      |                      |
| 2008-2009  | Battalion de Brampton     | LHO        | 57    | 31               | 48               | 79               | 42               | 21               | 14 | 12                   | 26                   | 21                   |                      |                      |
| 2009-2010  | Avalanche du Colorado     | LNH        | 81    | 24               | 31               | 55               | 16               | 6                | 0  | 3                    | 3                    | 0                    |                      |                      |
| 2010-2011  | Avalanche du Colorado     | LNH        | 80    | 27               | 40               | 67               | 33               | -                | -  | -                    | -                    | -                    |                      |                      |
| 2011-2012  | Avalanche du Colorado     | LNH        | 58    | 14               | 14               | 28               | 8                | -                | -  | -                    | -                    | -                    |                      |                      |
| 2012-2013  | Frölunda HC               | Elitserien | 17    | 3                | 10               | 13               | 10               | -                | -  | -                    | -                    | -                    |                      |                      |
| 2012-2013  | HC Ambri-Piotta           | LNA        | 4     | 2                | 3                | 5                | 2                | -                | -  | -                    | -                    | -                    |                      |                      |
| 2012-2013  | Avalanche du Colorado     | LNH        | 47    | 17               | 26               | 43               | 12               | -                | -  | -                    | -                    | -                    |                      |                      |
| 2013-2014  | Avalanche du Colorado     | LNH        | 71    | 23               | 47               | 70               | 19               | 2                | 0  | 3                    | 3                    | 2                    |                      |                      |
| 2014-2015  | Avalanche du Colorado     | LNH        | 82    | 21               | 34               | 55               | 16               | -                | -  | -                    | -                    | -                    |                      |                      |
| 2015-2016  | Avalanche du Colorado     | LNH        | 76    | 30               | 29               | 59               | 24               | -                | -  | -                    | -                    | -                    |                      |                      |
| 2016-2017  | Avalanche du Colorado     | LNH        | 77    | 18               | 23               | 41               | 12               | -                | -  | -                    | -                    | -                    |                      |                      |
| 2017-2018  | Avalanche du Colorado     | LNH        | 14    | 4                | 6                | 10               | 4                | -                | -  | -                    | -                    | -                    |                      |                      |
| 2017-2018  | Sénateurs d'Ottawa        | LNH        | 68    | 23               | 26               | 49               | 14               | -                | -  | -                    | -                    | -                    |                      |                      |
| 2018-2019  | Sénateurs d'Ottawa        | LNH        | 50    | 27               | 31               | 58               | 6                | -                | -  | -                    | -                    | -                    |                      |                      |
| 2018-2019  | Blue Jackets de Columbus  | LNH        | 23    | 4                | 8                | 12               | 2                | 10               | 5  | 5                    | 10                   | 0                    |                      |                      |
| 2019-2020  | Predators de Nashville    | LNH        | 66    | 13               | 29               | 42               | 24               | 4                | 1  | 1                    | 2                    | 2                    |                      |                      |
| 2020-2021  | Predators de Nashville    | LNH        | 34    | 6                | 7                | 13               | 6                | 6                | 1  | 2                    | 3                    | 2                    |                      |                      |
| 2021-2022  | Predators de Nashville    | LNH        | 78    | 43               | 43               | 86               | 38               | 4                | 3  | 1                    | 4                    | 0                    |                      |                      |
| 2022-2023  | Predators de Nashville    | LNH        | 71    | 22               | 34               | 56               | 32               | -                | -  | -                    | -                    | -                    |                      |                      |
| 2023-2024  | Stars de Dallas           | LNH        | 80    | 25               | 40               | 65               | 20               | 19               | 2  | 4                    | 6                    | 6                    |                      |                      |
| Totaux LNH | Totaux LNH                | Totaux LNH | 1 056 | 341              | 468              | 809              | 286              | 51               | 12 | 19                   | 31                   | 12                   |                      |                      |

### En équipe nationale
| Année | Équipe     | Évènement                    |    | PJ | B | A  | Pts | Pun | +/-               |  | Résultat |
| 2008  | Canada U18 | Championnat du monde -18 ans | 7  | 5  | 3 | 8  | 6   | +6  | Médaille d'or     |  |          |
| 2010  | Canada     | Championnat du monde         | 7  | 4  | 3 | 7  | 0   | +5  | 7e place          |  |          |
| 2011  | Canada     | Championnat du monde         | 7  | 0  | 0 | 0  | 2   | +1  | 5e place          |  |          |
| 2013  | Canada     | Championnat du monde         | 8  | 4  | 1 | 5  | 0   | +3  | 5e place          |  |          |
| 2014  | Canada     | Jeux olympiques              | 4  | 0  | 0 | 0  | 0   | +1  | Médaille d'or     |  |          |
| 2015  | Canada     | Championnat du monde         | 10 | 4  | 8 | 12 | 0   | +10 | Médaille d'or     |  |          |
| 2016  | Canada     | Championnat du monde         | 10 | 5  | 5 | 10 | 2   | +10 | Médaille d'or     |  |          |
| 2016  | Canada     | Coupe du monde               | 6  | 2  | 2 | 4  | 2   | +3  | Vainqueur         |  |          |
| 2017  | Canada     | Championnat du monde         | 10 | 1  | 0 | 1  | 0   | +2  | Médaille d'argent |  |          |

## Trophées et honneurs personnels
- Ligue de hockey de l'Ontario
  - 2008-2009 : remporte le trophée Bobby-Smith
- Ligue nationale de hockey
  - 2009-2010 : sélectionné dans l'équipe d'étoiles recrues
  - 2010-2011 : participe au 58e Match des étoiles (1)
  - 2015-2016 : participe au 61e Match des étoiles (2)